# Panchlora nivea
Panchlora nivea, Gián Cuba hay Gián chuối xanh, là một loài gián nhỏ được tìm thấy ở Cuba và Caribbean, và dọc theo Bờ biển vùng vịnh từ Florida đến Texas, và đã được quan sát ở phía bắc như Summerville, South Carolina. Nó được tìm thấy ở vùng khí hậu cận nhiệt đới hoặc nhiệt đới. Con cái có thể phát triển tới 24 mm và con đực nhỏ hơn dài từ 12 đến 15 mm. Nó có cánh và một chiếc flier mạnh mẽ, màu xanh nhạt đến màu vàng lục, với một đường màu vàng chạy lên hai bên. Các nữ thần có màu nâu hoặc đen và là những người đào hang. Nó thường sống ngoài trời và hiếm khi được tìm thấy trong nhà, vì vậy không được coi là một loài gây hại. Gián trưởng thành thường có thể được tìm thấy trong cây bụi, cây và thực vật. Gián con có thể được tìm thấy dưới các bản ghi và các mảnh vụn khác. Nó thường bị thu hút bởi cả ánh sáng trong nhà và ngoài trời và nó chủ yếu là một loài sống về đêm. Nó thường là một con gián nuôi phổ biến do màu xanh lá cây tương đối dễ chịu của nó, và bởi vì nó không phải là một loài gây hại. Nó cũng được sử dụng làm thức ăn cho vật nuôi khác.
Ootheca (vỏ trứng) dài 3–4 mm, cong và có những vết lõm cho thấy vị trí của trứng. Một nghiên cứu cho thấy chúng chứa 28 đến 60 quả trứng (trung bình 46). Ootheca được con cái mang bên trong cho đến khi trứng nở. Ở nhiệt độ 24°C (75°F), trứng nở trong khoảng 48 ngày, sau đó các con nhộng thành trong khoảng 144 ngày và các nữ thần trưởng thành trong khoảng 181 ngày.